# Городницький парк
Городни́цький парк — парк-пам'ятка садово-паркового мистецтва загальнодержавного значення в Україні. Розташований у селищі міського типу Городниця Звягельського району Житомирської області. Підпорядковується ДП «Городницьке лісове господарство» та розташовується у 65 кварталі Городницького лісництва.

## Історія
Парк був закладений Юзефом Клеменсом Чарторийським на берегах річки Случ у 1790-х роках. Ця подія відбулась одночасно з будівництвом фарфоро-фаянсового заводу.
Парк було оголошено пам'яткою загальнодержавного значення відповідно до постанови колегії Держкомітету Ради Міністрів УРСР по охороні природи від 26 липня 1972 року № 22. Наказом № 64, датованим 15 лютого 2012 року було затверджено Положення про парк-пам'ятку садово-паркового мистецтва загальнодержавного значення «Городницький парк» Міністерством екології та природних ресурсів України. Взимку парк відвідується дітьми та дорослими для створення годівничок для птахів. Проводиться реконструкція парку. Для відвідувачів — вільний доступ.

## Опис
Площа правобережної частини парку — 9,8 гектарів, площа лівобережної частини складає 11,2 гектари. Загальна площа Городницького парку — 21 гектар. На правобережній стороні парку зростають листяні породи дерев, вік яких становить 90-130 років. Ялини, модрини європейські, насадження сосни звичайної та деякі листяні породи переважають на лівобережній частині парку. На території парку зростає 20 чагарникових порід та 42 деревні породи. Серед них вільха чорна, модрина європейська, бузина чорна, сосна звичайна, липа серцелиста, в‘яз шорсткий, в'яз малий. На території природоохоронного об'єкту розташоване джерело з «живою водою» та танцмайданчик, який збудований на фундаменті, що раніше слугував основою для поміщицької садиби.

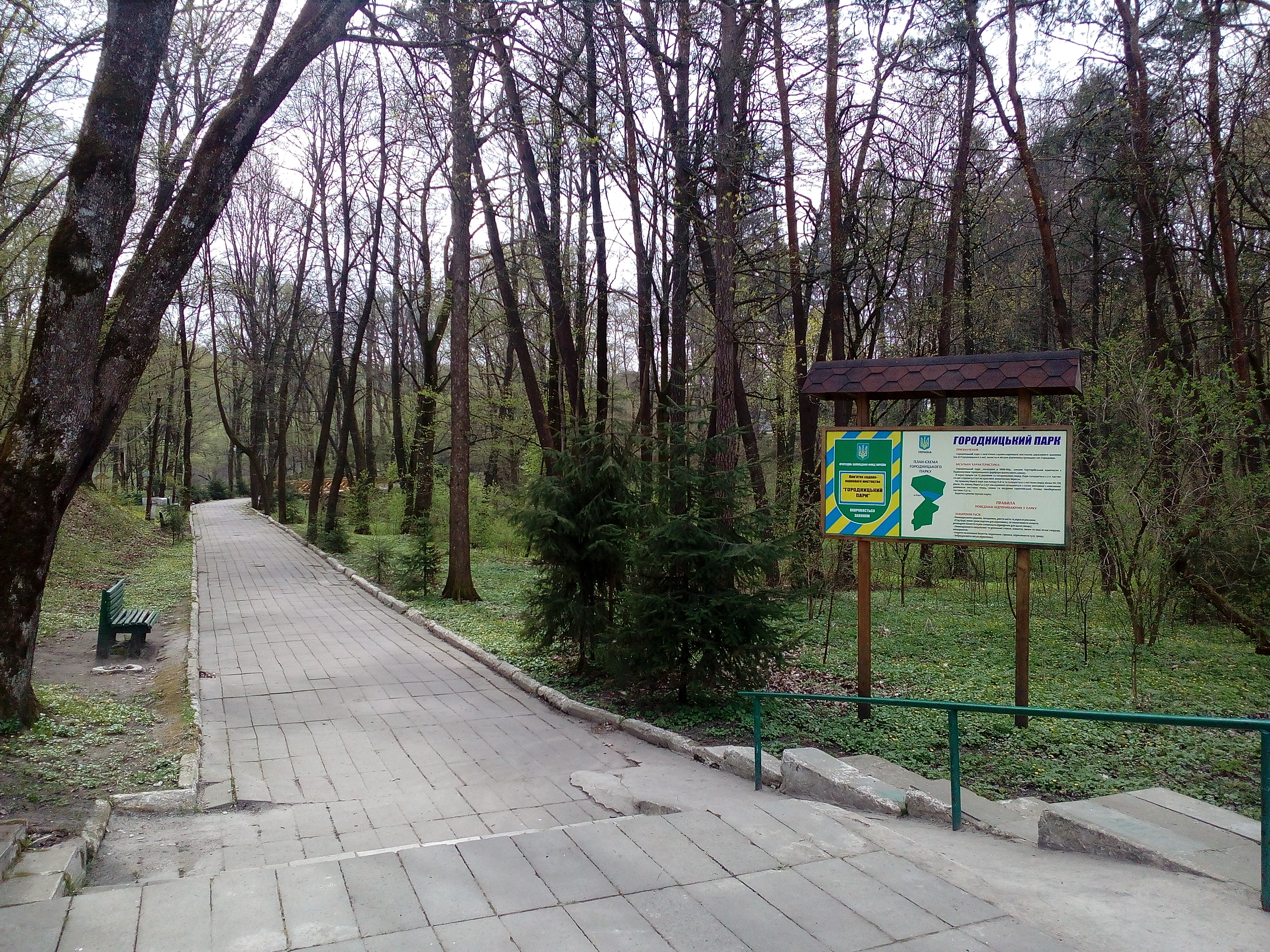
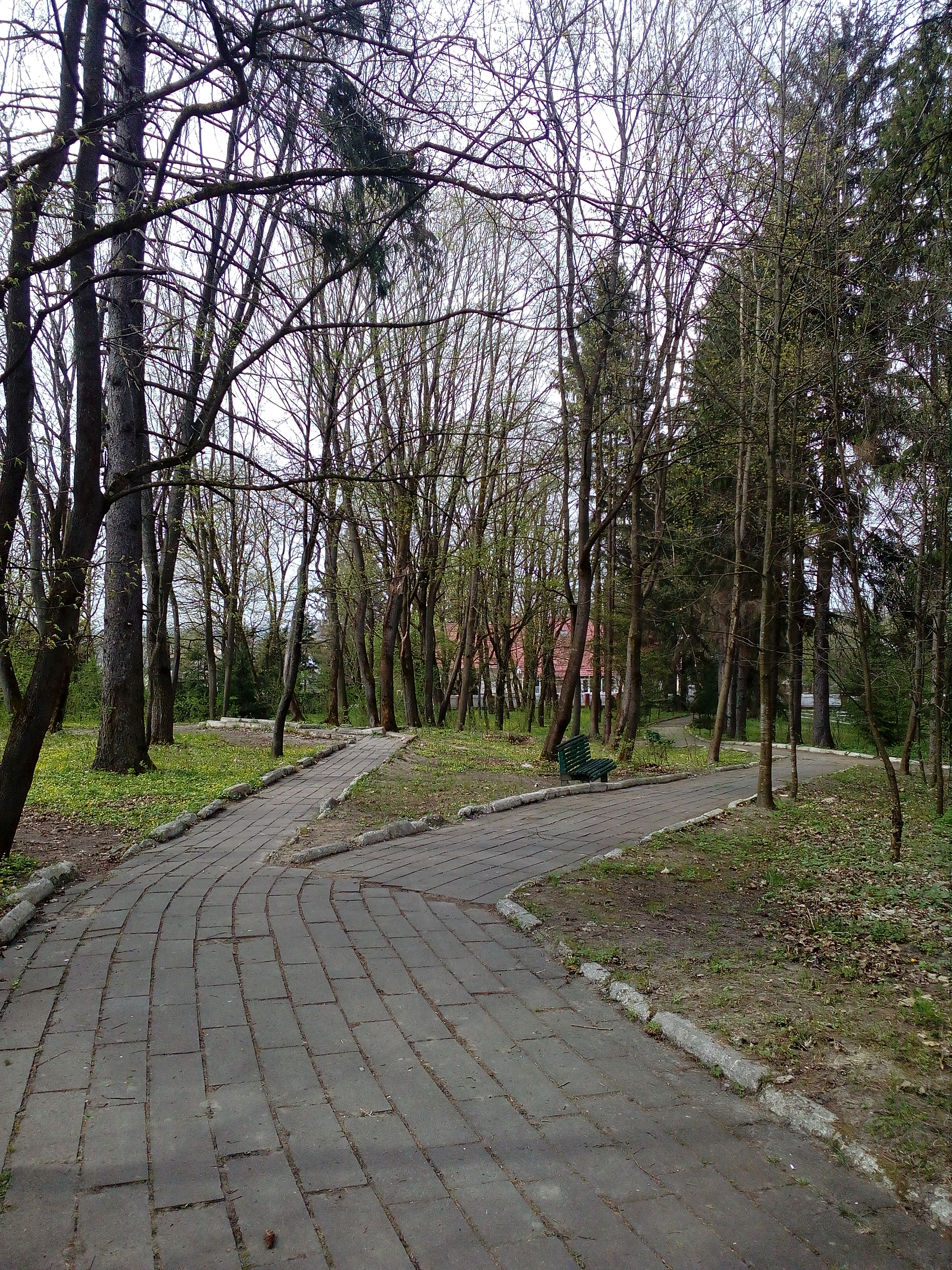